# Jakupica
Das Jakupica-Gebirge (mazedonisch Јакупица Jakupica), oder auch Mokra-Gebirge (mazedonisch Мокра Mokra) genannt, ist ein Gebirgsmassiv im zentralen Teil Nordmazedoniens. Sein höchster Berg ist Solunska Glava (auch Mokrov genannt) mit einer Höhe von 2540 m. i. J.. Die nächstgelegenen Städte sind Skopje im Norden und Veles im Osten. Das Jakupica-Gebirge ist das fünfthöchste Nordmazedoniens.
Andere bedeutende Gipfel sind: Karadžica (2473 m), Popovo Brdo (2380 m), Ostar Breg (2365 m), Ubava (2353 m), Ostar Vrv (2275 m) und Dautica (2178 m). Die Bergkette kann leicht von der Hauptstadt Skopje oder von der Stadt Veles aus und vielen Dörfern in der Umgebung erreicht werden.

## Siehe
- Liste der höchsten Berge in Nordmazedonien